# Cot Seutui (Kuta Makmur)
Cot Seutui is een bestuurslaag in het regentschap Aceh Utara van de provincie Atjeh, Indonesië. Cot Seutui telt 610 inwoners (volkstelling 2010).